# Mariano Navia de Bolaño
Mariano Navia de Bolaño fue un político peruano. 
Fue miembro del Congreso Constituyente de 1822 por el departamento del Cusco como titular y del departamento de Huaylas como suplente. Dicho congreso constituyente fue el que elaboró la primera constitución política del país.